# Дејвид Еркарт
Дејвид Еркарт (енгл. David Urquhart; 1805 — 1877) је био британски политичар, дипломата и политички писац.
Учествовао је у Грчком рату за независност и двема политичким мисијама у Истанбулу, 1831. и 1833. године. У британском парламенту био је посланик од 1847. до 1852. Противио се спољној политици Уједињеног Краљевства а нарочито Палмерстоновом и Ретклифовом деловању. Поједини наши историчари (Милорад Екмечић и други) приписују му велику улогу у стварању Начертанија (1844). 
Ипак извесно је да је крајем Кримског рата заступао веома рестриктивну и конзервативну еманципацију Влашке и Молдавије, при чему се може закључити да није и даље стајао иза националног начела при решавању српског питања.
1. ↑  „David Urquhart, 1805 - 1877. Diplomat”. National Galleries of Scotland. Приступљено 25. 1. 2025.
2. ↑  „Urquhart, David”. Encyclopedia. Приступљено 25. 1. 2025.